# Magomed Ibragimov (luptător, n. 1983)
Magomed Ibragimov (n. 18 august 1983, Mahacikala, RSFS Rusă, URSS) este un luptător ce a reprezentat Uzbekistan, medaliat olimpic. A participat la o ediție a Jocurilor Olimpice (2004) în care a câștigat o medalie de argint.